# Округ Сент Бернард (Луизијана)
Сент Бернард (енгл. St. Bernard Parish) је округ у америчкој савезној држави Луизијана.

## Демографија
По попису из 2010. године број становника је 35.897, што је 31.332 (-46,6%) становника мање него 2000. године.
| Група             | 2000.          | 2010.          |
| Белци             | 56.723 (84,4%) | 24.607 (68,5%) |
| Афроамериканци    | 5.122 (7,6%)   | 6.350 (17,7%)  |
| Азијати           | 889 (1,3%)     | 690 (1,9%)     |
| Хиспаноамериканци | 3.425 (5,1%)   | 3.309 (9,2%)   |
| Укупно            | 67.229         | 35.897         |